# Ceroxylon peruvianum
Ceroxylon peruvianum är en enhjärtbladig växtart som beskrevs av Galeano, Sanín och K.Mejia. Ceroxylon peruvianum ingår i släktet Ceroxylon och familjen Arecaceae.
Artens utbredningsområde är Peru. Inga underarter finns listade i Catalogue of Life.